# Гринхилс
Гринхилс (англ. Greenhills; ирл. Na Glaschnoic) — пригород в Ирландии, находится в графстве Южный Дублин (провинция Ленстер), на южном берегу реки Лиффи.
В Гринхилсе расположен парк Таймон (англ. Tymon park; ирл. Tigh Motháin) — второй по величине среди дублинских парков и крупнейший парк Южного Дублина. 
Имеется прямое автобусное сообщение с Дублином.